# هاينريش رولر
هاينريش رولر (بالألمانية: Christian Heinrich Roller) (و. 1839 – 1916 م) هو مؤلف، وكاتب ألماني، ولد في برلين، توفي في برلين، عن عمر يناهز 77 عاماً.